# Эмо (род)
Эмо (итал. Emo) — патрицианский род Венецианской республики.
Предки семьи Эмо были греческого происхождения, в 997 переселились из Далмации в венецианскую лагуну. К концу XIII века семья уже была достаточно знатной, чтобы при закрытии в 1297 Большого совета войти в число избранных родов, допущенных в ряды олигархии, и внесенных в Золотую книгу венецианской аристократии.

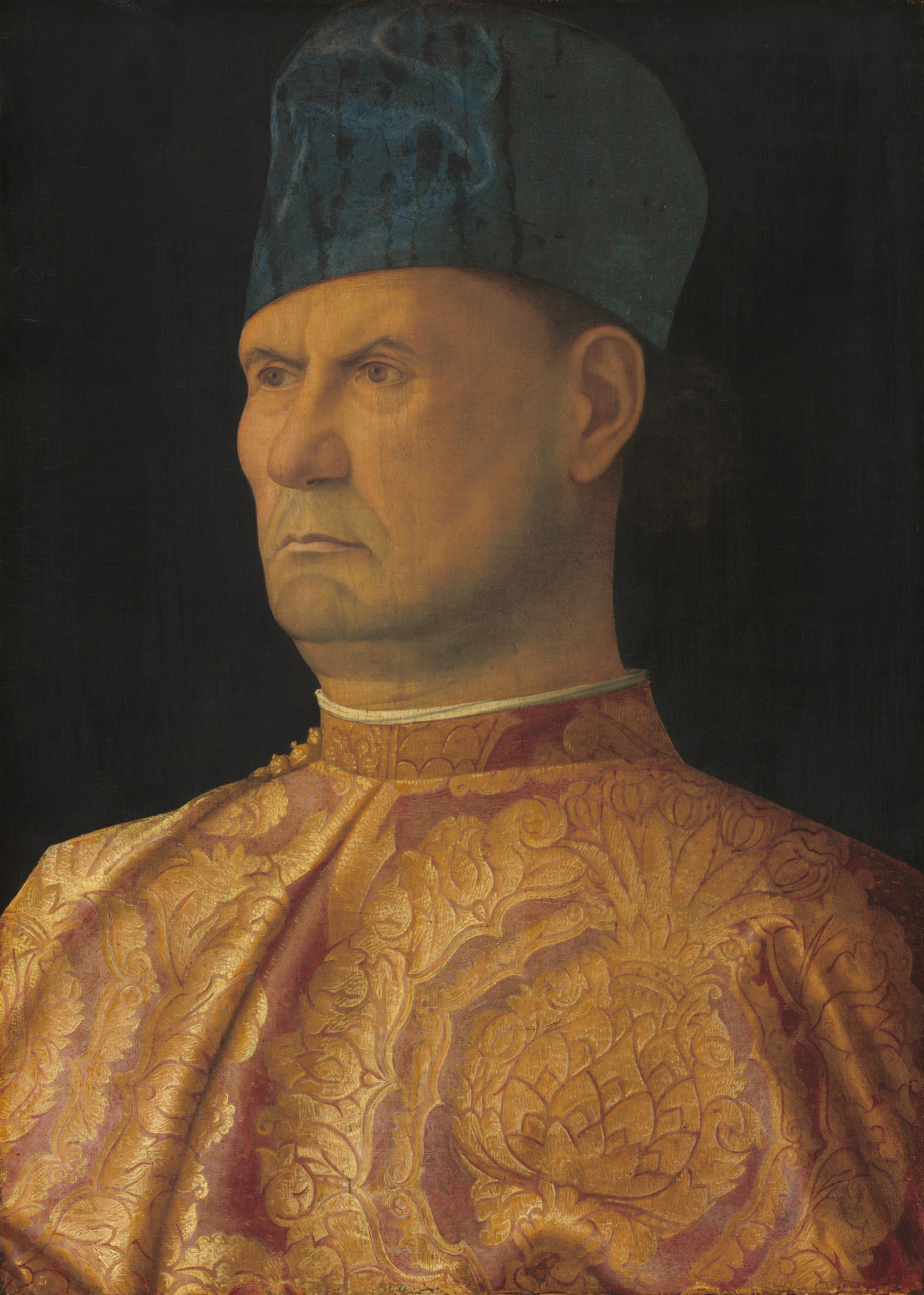
Джованни Эмо. Портрет кисти Джованни Беллини

Хотя ни один из рода Эмо не стал дожем, многие представители семьи прославились на службе республике. Среди них были прокураторы Сан-Марко, герцоги Кандии, сенаторы, члены Совета десяти и ряд военачальников. Пьетро Эмо в 1381 оборонял Кьоджу от генуэзцев, во время тяжелейшей для Венеции Кьоджанской войны. В XV веке Джованни Эмо сражался с турками в Градишке, в следующем столетии Джорджо Эмо в ранге капитан-генерала воевал с австрийцами в Трентино во время войны Камбрейской лиги. Джованни Альвизе Эмо погиб в 1648 при обороне Кандии. Самым знаменитым представителем рода был адмирал Анджело Эмо, последний выдающийся флотоводец Венецианской республики.
Старшая линия угасла в конце XVIII века. Одна из младших ветвей в 1784 породнилась с падуанской семьей Каподилиста; их потомки носят фамилию Эмо-Каподилиста.
26 декабря 1819 указом императора Франца I семья Эмо возведена в графское достоинство Австрийской империи.
Известные представители:

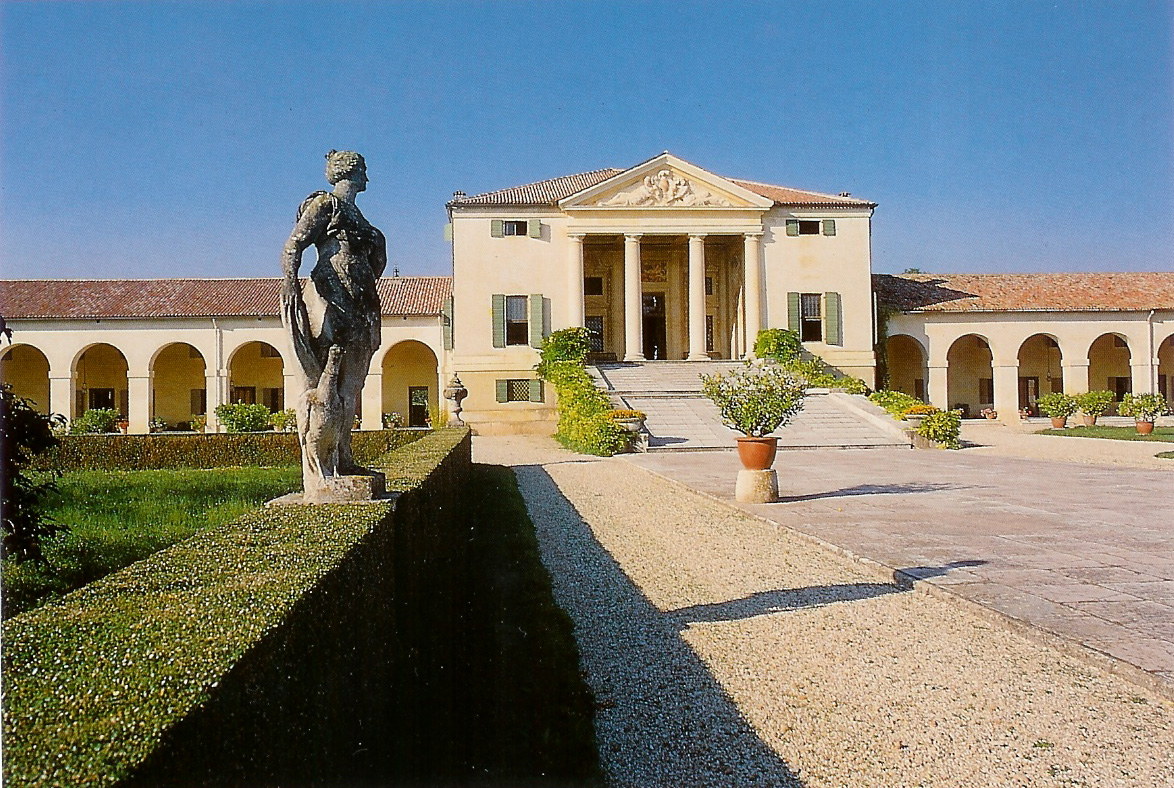
Вилла Эмо в Фанцоло. Архитектор Андреа Палладио. 1558—1559

- Пьетро Эмо, граф Трау и Спалатро в Далмации, подеста Кьоджи во время Кьоджанской войны
- Джованни Эмо (1425—1483), сенатор, посол, член Совета десяти, военачальник
- Леонардо Эмо (1463—1539), капитан-генерал в Терраферме, в 1509 разбил французские войска у Брешии
- Габриэле Эмо (ум. 1584), капитан галеры в битве при Лепанто
- Джованни Эмо (1565—1622), епископ епархии Бергамо
- Пьетро Эмо (ум. 1629), епископ Кремы
- Джованни Альвизе Эмо (1608—1648), генеральный проведитор и герцог Кандии, погиб при обороне Кандии
- Джорджо Эмо (1644—1705), архиепископ Корфу с 1688
- Анджело Эмо (1666—1750), государственный деятель и военачальник
- Анджело Эмо (1731—1792), адмирал
- Джованни Франческо Эмо (1753—1834), сенатор, военный министр, член Совета десяти и государственный инквизитор, с 1819 граф Австрийской империи